# Rhinogobius honghensis
Rhinogobius honghensis es una especie de pez de la familia de los Gobiidae en el orden de los Perciformes.

## Morfología
Los machos pueden llegar a alcanzar los 4,5 cm de longitud total.

## Hábitat
Es un pez de

## Distribución geográfica
Se encuentran en Asia:  cuencas de los ríos  Nam Xam (Laos) y Song defecto (Yunnan -la China - y el Vietnam ).

## Observaciones
Es inofensivo para los humanos.